# Pădurea Cornești (Ucraina)
Pădurea Cornești (în ucraineană Реліктова бучина) este o arie protejată de importanță locală din raionul Hotin, regiunea Cernăuți (Ucraina), situată la vest de satul Cornești, pe Podișul Hotinului. Este administrată de întreprinderea forestieră de stat „Silvicultura Hotin” (parcelele 32/4-5).
Suprafața ariei protejate constituie 60 de hectare, fiind creată în anul 1979 prin decizia comitetului executiv regional. Statutul a fost atribuit conservării unei porțiuni valoroase de fag.